# Sirtsi soo
Sirtsi soo är ett träsk i Estland.   Det ligger i landskapet Ida-Virumaa, i den centrala delen av landet, 120 km öster om huvudstaden Tallinn.